# Thân Thúy Hà
Thân Thúy Hà (1978–) là nữ diễn viên, cựu người mẫu người Việt Nam, cô được biến đến qua các vai mang tính phản diện trên truyền hình. Năm 2025, Thân Thúy Hà giành được giải Giải Nữ diễn viên phụ xuất sắc do Hội đồng nghệ thuật của Giải thưởng Ngôi Sao Xanh bình chọn.

## Tiểu sử
Thân Thúy Hà sinh ngày 27 tháng 4 năm 1978 trong một gia đình theo đạo Thiên Chúa có 7 anh chị em tại xã An Hữu huyện Cái Bè, Tiền Giang. Cô có tên thánh là Anna, cha là người miền Bắc, mẹ có quê quán tại Bến Tre. Thúy Hà từng phụ gia đình bán trái cây dạo khu vực Bắc Mỹ Thuận trước khi giành giải Hoa khôi thanh lịch vào giữa thập niên 1990.

## Sự nghiệp
Năm 1995, Thân Thúy Hà tham gia cuộc thi Người đẹp sông Tiền và đoạt giải nhì (Á khôi), sau đó cô lọt vào top 10 một cuộc thi sắc đẹp ở Thành phố Hồ Chí Minh. Cô tiếp tục dự thi Hoa khôi Thanh niên Thanh lịch Thời trang Toàn quốc do báo "Thời trang trẻ" tổ chức tại Hà Nội và giành giải Nhất. Sau cuộc thi này cô được thành viên của Ban tổ chức là đạo diễn - nhà tạo mẫu Nguyễn Hữu Dũng mời về Sân khấu Idecaf, thời gian sau cô được báo Thời trang trẻ đỡ đầu và chính thức trở thành người mẫu.
Từng là người mẫu trong thập niên 1990, Thân Thúy Hà chuyển sang lĩnh vực điện ảnh vào năm 2004 với bộ phim truyền hình Lục Vân Tiên của đạo diễn Nguyễn Phương Điễn. Là một diễn viên tay ngang, phải 4 năm sau Thân Thúy Hà mới có vai diễn thứ hai trong phim truyền hình Tình yêu còn lại, với vai phản diện Quyên trong phim, cô tạo được ấn tượng với khán giả và liên tục được chọn vào các vai diễn phản diện sau này.

## Đời tư
Thân Thúy Hà và Tuấn Hưng từng có thời gian là người yêu sau khi Hưng chia tay ca sĩ Thanh Thảo, nhưng chuyện tình giữa Thúy Hà và Tuấn Hưng cũng không kéo dài.
Đầu năm 2009, Thân Thúy Hà kết hôn với doanh nhân Thanh Vũ nhưng ly hôn sau đó 2 năm và có chung một cậu con trai. Năm 2019, Thân Thúy Hà bất ngờ tiết lộ sinh được một cô con gái.

## Vai diễn

### Điện ảnh
| Năm  | Tựa đề                     | Vai diễn         | Đạo diễn        | Chú thích |
| ---- | -------------------------- | ---------------- | --------------- | --------- |
| 2007 | Chuông reo là bắn          | Loan             | Trương Dũng     |           |
| 2011 | Cột mốc 23                 | Người đàn bà ma  | Nguyễn Quốc Duy |           |
| 2013 | Tèo em                     | Mẹ của Minh Minh | Charlie Nguyễn  |           |
| 2014 | Scandal: Hào quang trở lại | Vân              | Victor Vũ       |           |
| 2015 | Hy sinh đời trai           |                  | Lưu Huỳnh       |           |
| 2018 | Đích tôn độc đắc           | Mẹ Linh          | Trần Ngọc Giàu  |           |
| 2025 | Mưa đỏ                     | Mẹ Quang         | Đặng Thái Huyền |           |

### Phim truyền hình
| Năm  | Tựa đề                    | Vai diễn     | Đạo diễn                         | Chú thích            |
| ---- | ------------------------- | ------------ | -------------------------------- | -------------------- |
| 2004 | Lục Vân Tiên              | Ngọc Điệp    | Nguyễn Phương Điễn               |                      |
| 2006 | Người gác mộ              |              | Võ Việt Hùng                     |                      |
| 2006 | Mảnh vỡ                   | Nga          | Võ Việt Hùng                     |                      |
| 2007 | Ghen                      | Hồng Hạnh    | Đặng Lưu Việt Bảo, Trương Dũng   |                      |
| 2007 | Đời cần có nhau           | Xuân         | Yên Sơn                          |                      |
| 2008 | Ngày của hôm qua          | Nguyên       | Trần Quang Đại                   |                      |
| 2008 | Tình yêu còn lại          | Quyên        | Trần Quang Đại                   |                      |
| 2009 | Sóng gió thương trường    | Diễm         | Trần Cảnh Đôn                    |                      |
| 2009 | Những mảnh vỡ phù hoa     | Quỳnh Hương  | Xuân Sơn                         |                      |
| 2009 | Cầu trường không yên tĩnh | Minh Anh     | Phương Nam                       |                      |
| 2010 | Lâu đài tình ái           | Dung         | Ngọc Giàu                        |                      |
| 2010 | Sắc đẹp và danh vọng      | Cầm          | Lý Khắc Lynh                     |                      |
| 2011 | Vùng đất không yên tĩnh   | Thúy Diễm    | Nhâm Minh Hiền                   |                      |
| 2011 | Vũ khí sắc đẹp            |              | Lý Khắc Lynh                     |                      |
| 2011 | Nữ vệ sĩ                  | Bình         | Hồng Ngân                        |                      |
| 2012 | Cá cược cuộc đời          | Vỹ Dạ        | Nguyễn Minh Cao                  |                      |
| 2013 | Đánh thức trái tim        | Mộng Lành    | Trương Quang Thịnh               |                      |
| 2013 | Cỏ biếc                   | Tám Tuyết    | Nguyễn Quốc Hưng                 |                      |
| 2014 | Vết dầu loang             |              | Trọng Hải                        |                      |
| 2014 | Ly hôn                    | Vân Điệp     | Nguyễn Minh Chung                |                      |
| 2014 | Con gái vị thẩm phán      | Bảy Sinh     | Đỗ Phú Hải                       |                      |
| 2015 | Người đứng trong gió      | Thảo         | Bùi Nam Yên, Trần Quế Ngọc       |                      |
| 2015 | Dâu trăm họ               |              | Quế Ngọc                         |                      |
| 2015 | Kẻ thù giấu mặt           | Bà Ngân      | Nguyễn Phương Điễn               |                      |
| 2015 | Bụi đời                   | Lan          | Nguyễn Minh Cao                  | Điện ảnh truyền hình |
| 2015 | Nợ ân tình                | Linh Trang   | Phi Tiến Sơn - Nguyễn Thành Vinh |                      |
| 2015 | Giọt nước mắt hận thù     | Thanh Châu   | Lê Hương Nam                     |                      |
| 2016 | Đồng tiền quỷ ám          | Bảy Liêm     | Trần Chí Thành                   |                      |
| 2016 | Thám tử miệt vườn         |              | Võ Tấn Bình                      |                      |
| 2017 | Tơ hồng vương vấn         | Kinh Lương   | Hồ Ngọc Xum                      |                      |
| 2017 | Mật danh Rocker           | Hoa Lâm      | Trần Huy Cường                   |                      |
| 2017 | Nhà voi còi cuối phố      |              | Bùi Nam Yên                      |                      |
| 2017 | Duyên định kim tiền       | Kim Ánh      | Hồ Ngọc Xum                      |                      |
| 2018 | Mộng phù hoa              |              | Bùi Nam Yên - Trần Quế Ngọc      |                      |
| 2018 | Cung đường tội lỗi        | Bà Tuyết     | Hoàng Tuấn Cường                 |                      |
| 2018 | Bố là tất cả              | Mỹ Hà        | Nguyễn Quang Minh                |                      |
| 2018 | Con gái bố già            | Hà Băng      | Nguyễn Phương Điền               |                      |
| 2018 | Nếu còn có ngày mai       | Sáng         | Hoàng Tuấn Cường                 |                      |
| 2018 | Kén mẹ chồng              |              | Võ Việt Hùng                     |                      |
| 2019 | Mùa cúc susi              | Bà Nữ        | Phạm Lộc                         |                      |
| 2020 | Vua bánh mì               | Bà Ngọc Khuê | Nguyễn Phương Điễn               |                      |
| 2020 | Lưới trời                 | Bà Tím       | Nguyễn Phương Điễn               |                      |
| 2020 | Ngày em đến               | Điệp         | Đinh Đức Liêm                    |                      |
| 2022 | Sau phút đam mê           | Thúy Quỳnh   | Minh Cao                         |                      |
| 2022 | Duyên kiếp                | Bà Phú       | Chu Thiện                        |                      |
| 2023 | Vợ quan                   | Thuỳ Như     | Nhâm Minh Hiền                   |                      |
| 2023 | Dâu bể mùa xưa            | Bà Bá        | Huỳnh Long Trung Nghĩa           |                      |
| 2023 | Tết này có má có ba       |              | Nguyễn Thành Vinh                |                      |
| 2023 | Trên cả tình thân         | Bà Hằng      | Thái Trình                       |                      |
| 2024 | Bí mật người thừa kế      | Bà Thu       | Võ Hồng Loan                     |                      |
| 2024 | Báo thù                   | Bạch Huệ     | Thái Trình                       |                      |
| 2024 | Mùa sậy trổ bông          | Bà Thanh     | Chu Thiện                        |                      |
| 2024 | Trái tim bất hạnh         | Bà Bích      | Trọng Trinh                      |                      |
| 2025 | Duyên                     | Bà Loan      | Nguyễn Phương Điền               |                      |
| 2025 | Mặt trời lạnh             | Như Hương    | Lê Hùng Phương                   |                      |

### Chương trình truyền hình
| Năm  | Chương trình                   | Vai trò   | Chú thích            |
| ---- | ------------------------------ | --------- | -------------------- |
| 2019 | Ký ức vui vẻ (mùa 2 tập 8)     | Khách mời |                      |
| 2021 | Hạnh phúc ở đâu                | Khách mời | Truyền hình Tây Ninh |
| 2023 | Người kể chuyện đời            | Khách mời |                      |
| 2024 | Mái ấm gia đình Việt (tập 105) | Khách mời |                      |

## Giải thưởng và đề cử
| Năm  | Giải thưởng                        | Đề cử - Hạng mục                                               | Phim                       | Kết quả   | Chú thích    |
| ---- | ---------------------------------- | -------------------------------------------------------------- | -------------------------- | --------- | ------------ |
| 2015 | Giải Cánh diều 2014                | Nữ diễn viên phụ xuất sắc nhất - Phim điện ảnh                 | Scandal: Hào quang trở lại | Đề cử     | [ 4 ]        |
| 2015 | Liên hoan phim Việt Nam lần thứ 19 | Nữ diễn viên phụ xuất sắc nhất - Phim điện ảnh                 | Scandal: Hào quang trở lại | Đề cử     | [ 4 ]        |
| 2015 | Giải thưởng Truyền hình HTV        | Nữ diễn viên phim truyền hình được yêu thích nhất              |                            | Đề cử     | [ 4 ]        |
| 2023 | Giải Cánh diều 2023                | Nữ diễn viên chính xuất sắc                                    | Vợ quan                    | Đề cử     |              |
| 2025 | Giải thưởng Ngôi Sao Xanh 2024     | Giải Nữ diễn viên phụ xuất sắc - Hội đồng nghệ thuật bình chọn | Mùa sậy trổ bông           | Đoạt giải | [ 13 ] [ 3 ] |